# Peter's Rock
Peter’s Rock, ou Rabbit Rock, est une montagne située dans l'État du Connecticut (États-Unis) et faisant partie de Metacomet Ridge, une longue arête rocheuse des Appalaches qui traverse le sud de la Nouvelle-Angleterre sur 160 kilomètres de long. Le sommet s'élève à 114 mètres d'altitude. Peter's Rock est une destination populaire pour la pratique de sports en plein air, réputée pour ses falaises, le panorama qu'elle offre, son microclimat ainsi que sa faune et sa flore variées.

## Toponymie
La montagne porte plusieurs noms alternatifs. Indian Rock est dérivé de la croyance selon laquelle le sommet était utilisé comme belvédère par les Amérindiens. Rabbit Rock, nom retenu par le United States Board on Geographic Names et le United States Geologic Survey, ou Rabbit Hill proviennent de la présence supposée sur la montagne de nombreux Lapins d'Amérique au XIXe siècle. Selon le folklore local, Peter’s Rock aurait été nommé d'après Peter Brockett, un vétéran de la guerre d'indépendance des États-Unis qui, souffrant d'une lésion vertébrale entraînant une paralysie, construisit un petit refuge au sommet et y vécut comme un ermite.

## Géographie

### Topographie
Peter's Rock s'élève abruptement de 90 mètres au-dessus des plaines environnantes. Il s'étend sur 1 000 mètres de long pour 400 mètres de large. Son point culminant atteint 114 mètres d'altitude. Il se situe intégralement sur le territoire de la ville de North Haven. Il se prolonge à l'est par Pistapaug Mountain et au sud par Saltonstall Mountain. Depuis son sommet dégagé, le panorama s'étend à 360° au Long Island Sound, à l'estuaire du Quinnipiac, au port de New Haven et aux sommets alentour de Metacomet Ridge.

### Hydrographie
Les eaux du versant oriental s'écoulent dans la Farm River, puis dans l'East Haven River qui se jette directement dans l'océan Atlantique au Long Island Sound, tandis que la moitié occidentale de Peter's Rock appartient au bassin du fleuve Quinnipiac.

### Géologie
Peter's Rock, comme la plus grande partie de Metacomet Ridge, est composé de basalte, une roche volcanique. Il s'est formé à la fin du Trias lors de la séparation de la Laurasia et du Gondwana, puis de l'Amérique du Nord et de l'Eurasie. La lave émise au niveau du rift s'est solidifiée en créant une structure en mille-feuille sur une centaine de mètres d'épaisseur. Les failles et les séismes ont permis le soulèvement de cette structure géologique caractérisée par de longues crêtes et falaises. Les colonnes basaltiques sont particulièrement bien exposées sur le versant Sud-Ouest de Peter's Rock.

### Écosystème
La combinaison des crêtes chaudes et sèches, des ravines froides et humides et des éboulis basaltiques est responsable d'une grande variété de microclimats et d'écosystèmes abritant de nombreuses espèces inhabituelles pour la région. Peter's Rock est un important corridor migratoire saisonnier pour les rapaces.

## Histoire

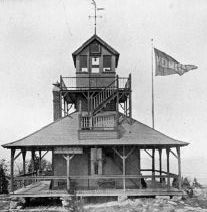
Photo ancienne de The Hermitage.

Un puits sur le versant Sud-Ouest de Peter's Rock sert de source d'eau fraîche depuis qu'au XIXe siècle des familles venaient passer leur dimanche sur la montagne et y remplissaient leurs gourdes. En 1901, un groupe d'entrepreneurs de New Haven a construit un abri de chasseurs appelé The Hermitage (« l'Ermitage »). Il a été abandonné durant la Grande Dépression et est tombé en ruines. Les seuls vestiges sont les restes d'une cave à vin qui sont visibles depuis un des sentiers menant au sommet.

## Activités

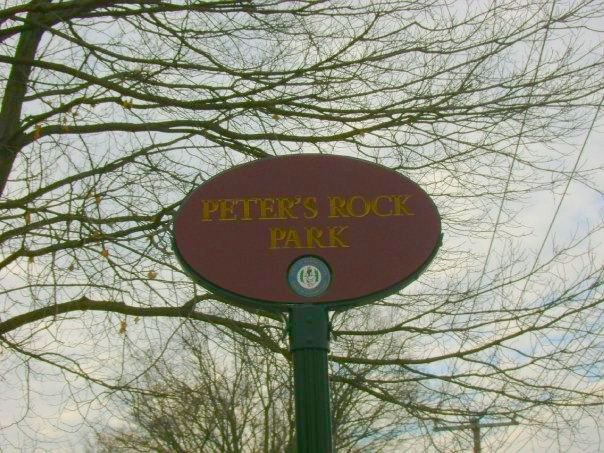
Entrée du parc (2008).

### Tourisme
La montagne est ouverte à la randonnée pédestre, à l'observation ornithologique, au pique-nique et à diverses autres activités de détente. La consommation de boissons alcoolisées et la circulation des quads sont interdites.

### Menaces et protections environnementales
Bien que Peter's Rock soit presque entièrement entouré de quartiers périurbains, le centre de la montagne a été classé par la ville de North Haven et grâce aux efforts des bénévoles de la Peter’s Rock Association, qui entretient un réseau de sentiers sur ces parcelles. Des parkings et des départs de randonnée sont situés sur Middletown Avenue (Connecticut Route 17),.